# Ravageurs du manguier
Les ravageurs du manguier (Mangifera indica) sont très nombreux.
Environ 250 espèces d'arthropodes phytophages, infestant les différents organes du manguier, ont été recensées, Parmi celles-ci, on compte de nombreuses espèces d'insectes, en particulier des mouches de fruits et des cicadelles provoquent des dégâts importants, notamment dans le sous-continent indien. Figurent également parmi ces ravageurs, environ 25 espèces de cécidomyies, pour la plupart du genre Procontarinia.

## Insectes

### Coléoptères
- Batocera rufomaculata (ton jacques ou taon de jacque, foreur des figuiers)
- Sternochetus mangiferae (charançon de la graine du manguier)
- Apoderus tranquebaricus (charançon)

### Diptères
- Dasineura amaramanjarae (cécidomyie)
- Bactrocera dorsalis (mouche orientale des fruits)
- Bactrocera frauenfeldi (mouche de la mangue)
- Bactrocera zonata (mouche de la pêche)
- Ceratitis capitata (mouche méditerranéenne des fruits)
- Ceratitis cosyra (mouche du manguier, mouche blanche)
- Ceratitis rosa (mouche des fruits du Natal)
- Amradiplosis amraemyia (cécidomyie)
- Procontarinia mangiferae (cécidomyie des fleurs du manguier)
- Procontarinia mangifoliae (cécidomyie du manguier)
- Procontarinia matteina (cécidomyie du manguier)

### Hémiptères
- Chunrocerus niveosparsus (cicadelle du manguier, syn. Idioscopus niveoparsus)
- Chunrocerus clypealis (cicadelle du manguier, syn. Idioscopus clypealis)
- Idiocerus atkinsoni (cicadelle du manguier, syn. Amirtodus atkinsoni)
- Toxoptera odinae (puceron)
- Aulacaspis tubercularis (cochenille du manguier)
- Aulacaspis vitis (syn. Chionaspis vitis, cochenille du manguier)
- Drosicha mangiferae (cochenille du manguier)
- Apsylla cistellata (psylle du manguier)

### Hyménoptères
- Oecophylla smaragdina (fourmi tisserande)

### Lépidoptères
- Indarbela tetraonis (Cossidae)
- Chlumetia transversa (Euteliidae)
- Eublemma versicolor (Erebidae)
- Thalassodes quadraria (Geometridae)
- Orthaga exvinacea (Pyralidae)
- Euproctis fraterna (Erebidae)
- Somena scintillans (Erebidae)
- Chloroclystis spp. (Geometridae)
- le Ver mopane, Gonimbrasia belina (Saturniidae)
- Gonimbrasia zambesina (Saturniidae)

### Dermaptères
- Anisolabis annulipes

### Isoptères
- Termites

## Arachnides
- Aceria mangiferae (acarien des bourgeons, acarien de l'inflorescence du manguier)
- Paratetranychus yothersii (acarien rouge de l'avocatier)
- Hemitarsonemus latus (tarsonème du cotonnier, tarsonème trapu)